# Precis miotoni
Precis miotoni är en fjärilsart som beskrevs av Mcleod 1968. Precis miotoni ingår i släktet Precis och familjen praktfjärilar. Inga underarter finns listade i Catalogue of Life.